# Фейсе Тадесе
Фейсе Тадесе — эфиопская легкоатлетка, которая специализируется в беге на длинные дистанции. Серебряная призёрка чемпионата мира по кроссу 2010 года в командном первенстве. Серебряная призёрка чемпионата мира по полумарафону 2012 года в личном первенстве — 1:08.56. В 2012 году также выиграла Сеульский марафон — 2:23.26.
На Рас-эль-Хаймском полумарафоне 2013 года заняла 9-е место с личным рекордом — 1:08.35. Победительница Парижского марафона 2013 года с рекордом трассы.

## Сезон 2014 года
14 февраля финишировала на 7-м месте на Рас-эль-Хаймском полумарафоне с результатом 1:09.19.
13 апреля заняла 4-е место на Лондонском марафоне, показав время 2:21.42.